# Proceso HYL
El Proceso HyL es un sistema de reducción directa del hierro patentado por HYL Hojalata y Lámina S.A. (Hylsa) en 1957, del cual se obtiene como producto final fierro esponja o hierro esponja (en inglés: fire sponging), nombres con los que también se conoce a este procedimiento de reducción. Fue desarrollado por un equipo de técnicos comandado por el ingeniero Juan Celada Salmón con la idea de facilitar la producción de materia prima para la fabricación de acero. Con el tiempo, y después de mejorar los estándares de calidad, exportaron la tecnología, que se considera una de las tecnologías mexicanas más conocidas a nivel internacional.

## Historia
Valores Industriales, S. A. de C. V. (VISA), un holding regiomontano que se encargaba de manejar un conglomerado de empresas relacionadas con la Cervecería Cuauhtémoc, fundó Hojalata y Lámina S.A. (Hylsa) en 1943, con la finalidad de procesar el acero necesario para las corcholatas de sus envases de cerveza, en esa época Estados Unidos le había cortado a México los suministros de acero debido a que se habían involucrado en la Segunda Guerra Mundial y, como el acero escaseaba, precisaban satisfacer sus propias necesidades. Con el tiempo, Hylsa se convirtió en la mayor acería privada en México.
Años después, durante la guerra de Corea los precios de la chatarra se encarecieron y como Hylsa utilizaba este componente para la fabricación de aceros planos, encargaron a un equipo de investigadores la tarea de idear otros procedimientos para obtener los materiales que necesitaban para su producción y así surgió la tecnología del fierro esponja en 1957, un proceso de reducción directa del mineral de hierro. El ingeniero Juan Celada Salmón fue el líder del equipo creado por la empresa para la investigación de nuevas tecnologías.

## Proceso
El proceso consiste en reducir químicamente la cantidad de oxígeno del hierro, lo que se consigue mezclándolo con hidrógeno (H) y monóxido de carbono (CO) a 800 °C. Tanto el hidrógeno, como el monóxido de carbono, sustraen el oxígeno del hierro, es decir, se oxidan, y forman H2O y CO2. Durante el proceso, el óxido de hierro Fe2 O3 se convierte en Fe3 O4, después en FeO y al terminar el proceso en el elemento Fe. El hierro reducido (o fierro esponja) es poroso, carece de impurezas y resulta fácil de manejar en el proceso de fabricación de acero.